# Super Mario
Super Mario (SMB) je série plošinových arkádových videoher, jejichž hlavními postavami je dvojice italských bratrů instalatérů Mario a Luigi, kteří putují světy Mushroom Kingdom (Houbového království) a překonávají složité překážky, aby se dostali až k unesené princezně Peach a zachránili ji od zlé obří želvy jménem Bowser. Světů je v království zpravidla 8 a každý z nich se skládá ze 4 až 8 různorodých levelů s narůstající obtížností, obsahující nepřátele, z nichž nejčastější jsou Goomba (malý hnědý chodící tvor připomínající houbu), Koopa Troopa (želva s krunýřem, který lze dále použít) nebo Piranha Plant (masožravá rostlina žijící v rourách). Levely též obsahují power-ups zlepšováky na jejich zdolávání, např. Super Mushroom (Super houba) vylepšující odolnost hráče, Fire Flower (Ohnivá květina) umožňující střílet ohnivé koule či Star (Hvězda) způsobující dočasnou nesmrtelnost a zabití většiny nepřátel. V některých hrách se rovněž objevuje přátelský dinosaurus Yoshi, který Mariovi a Luigimu pomáhá a umožňuje například snězení některých nepřátel nebo chůzi po ostrých předmětech. Typické jsou rovněž zelené nebo jinak barevné roury, pomocí nichž může hráč cestovat do jiných částí úrovně či žluté bloky s bílými otazníky, ze kterých může hráč získat různé předměty, jako jsou např. power-upy, ale i mince. Když hráč posbírá sto mincí, získá jeden doplňující život. Po úspěšném pokoření všech světů a osvobození princezny se objevují různé bonusové světy, levely, minihry apod.
První díl této série se jmenoval Super Mario Bros. a vyšel v roce 1985 pro 8bitovou herní konzoli NES v Severní Americe, Evropě a pro Famicom v Japonsku. Úspěch a oblíbenost hry vedla k oficiálnímu portování i na další tehdejší konzole a herní systémy (např. Super Mario Bros. Special z roku 1986 od společnosti Hudson Soft pro počítače NEC PC-8801 a Sharp X1).
S každým dalším dílem se postupně vylepšovalo ovládání i grafika, ale také dovednosti hlavního hrdiny. Zdolávání levelů si tak hráč může usnadnit např. v Super Mario Bros. 2 zvedáním nepřátel nad hlavu a házením jich na ostatní či v Super Mario Bros. 3 získáním Super Leaf (Super listu), díky kterému se hráč promění na Racoon Mario (Mývalího Maria) a získá tak možnost létat a eliminovat nepřátele mývalím ocasem.
O úspěchu této herní série hovoří i fakt, že hry byly portovány na téměř každou konzoli od společnosti Nintendo. V roce 2010 v rámci 25. výročí Super Maria Nintendo vydává speciální limitovanou edici červené konzole Nintendo Wii a DSi s různými balíky her a motivy Maria. Nově je hra také pro Android a Apple iOS.

## Přehled her série Super Mario
- Mario Bros (1983) Atari 2600
- Super Mario Bros. (1985) NES
- Super Mario Bros.: The Lost Levels (1986) Famicom – Hra díky své obtížnosti vyšla pouze v Japonsku pod původním názvem Super Mario Bros. 2, nový název Lost Levels získala až v roce 1993 při vydání v edici All-Stars určené pro trh mimo Japonsko. Díky tomuto matoucímu přejmenování bývá hra chybně zaměňována za Super Mario Bros. 2.
- Super Mario Bros. 2 (1988) NES – V Japonsku známá pod názvem Super Mario Bros. USA, z důvodu již existujícího sekvelu Super Mario Bros. 2 na tamějším trhu. Nejedná se o původní samostatně vyvinutou hru, ale o "pouhou" konverzi s nahrazenými texturami, grafikou a zvuky, což jí bývá často vytýkáno. Základem byla zcela nesouvisející hra Yume Kōjō: Doki Doki Panic vydaná v roce 1987 pro Famicom.
- Super Mario Bros. 3 (1988) NES
- Super Mario World (1990) SNES
- Super Mario All-Stars (1993) SNES, (2010) Wii
- Super Mario World 2: Yoshi's Island (1995) SNES
- Super Mario 64 (1996) N64 – první hra série Super Mario ve 3D
- Super Mario Sunshine (2002) GC
- Super Mario Galaxy (2007) Wii
- Super Mario Galaxy 2 (2010) Wii
- Super Mario 3D World (2013) Wii U
- Super Mario Maker (2015) Wii U
- Super Mario Odyssey (2017) Switch
- Super Mario Maker 2 (2019) Switch

Dále hra vyšla jako:
- Super Mario Bros. Deluxe (1999) GBC – Hra se zobrazí až po kompletním odehrání prvního dílu jako "Super Mario Bros. for Super Players"
- Super Mario Advance (2001) GBA
- Super Mario World: Super Mario Advance 2 (2001) GBA
- Yoshi's Island: Super Mario Advance 3 (2002) GBA
- Super Mario Advance 4: Super Mario Bros. 3 (2003) GBA
- Famicom Mini Series: Super Mario Bros. (2004) GBA – Hra vyšla pouze v Japonsku.
- Famicom Mini Series: Super Mario Bros. 2 (2004) GBA – Hra vyšla pouze v Japonsku.
- Super Mario 64 DS (2004) DS
- Yoshi's Island DS (2006) DS

## Přehled her série New Super Mario Bros.
- New Super Mario Bros. (2006) DS
- New Super Mario Bros. Wii (2009) Wii
- New Super Mario Bros. 2 (2012) 3DS
- New Super Mario Bros. U (2012) Wii U

## Přehled her vedlejší série Super Mario Land
Tato série her vyšla převážně na handheldy Nintendo. Dějově otevírá novou linii a na sérii SMB nijak nenavazuje.
- Super Mario Land (1989) GB
- Super Mario Land 2: 6 Golden Coins (1992) GB
- Wario Land: Super Mario Land 3 (1994) GB
- Super Mario 3D Land (2011) 3DS

Na díl Wario Land: Super Mario Land 3 dějově navazují následující díly v hlavní roli s Wariem namísto Maria a tak bývají označovány také jako Wario série (včetně WL:SML3).
- Wario Land II (1998) GB a GBC (šedá a černá cartridge)
- Wario Land 3 (2000) GBC
- Wario Land 4 (2001) GBA
- Wario World (2003) GC
- Wario: Master of Disguise (2007) DS
- Wario Land: The Shake Dimension (2008) Wii

## Mario ve filmu
Mario byl také ztvárněn ve filmu zvaném Super Mario Bros (1993), který režírovali Rocky Morton a Annabel Jankel. Film vznikl na základě stejně zvané úspěšné hry Super Mario Bros. Mario je ve filmu ztvárněn jako obtloustlý instalatér, který žije se svým bratrem Luigim ve fiktivním městě zvaném Mushroom Kingdom.